# Maison de Đorđe Krstić
La maison de Đorđe Krstić (en serbe cyrillique : Кућа Ђорђа Крстића ; en serbe latin : Kuća Đorđa Krstića) est située à Belgrade, la capitale de la Serbie, dans la municipalité urbaine de Stari grad. Construite en 1890, elle est inscrite sur la liste des biens culturels de la ville de Belgrade.

## Présentation
La maison, située 23 rue Kneginje Ljubice, a été construite en 1890 dans le style académique du XIXe siècle pour le peintre Đorđe Krstić (1851-1907), un des maîtres du réalisme pictural, qui y vécut, y travailla et y mourut.